# روان‌کاو (مجموعه تلویزیونی)
منتالیست (به انگلیسی:The Mentalist) یا روانکاو یک مجموعه تلویزیونی ساختِ سال ۲۰۰۸ در ایالات متحده آمریکا است که از شبکه سی‌بی‌اس پخش می‌شد. این مجموعه توسط برونو هلر خلق گردیده که خود او تهیه‌کننده اجرایی کار نیز است. جریان سریال حول یک سایکیک (Psychic) سابق به اسم پاتریک جین (سایمون بیکر) می‌چرخد که اکنون به عنوان مشاور با اداره تحقیقات کالیفرنیا (سی‌بی‌آی) همکاری می‌کند که البته بعد از منحل شدن کل سازمان از فصل ششم در اف‌بی‌آی فعالیت خود را ادامه می‌دهد.

## واژه‌شناسی
واژهٔ منتالیست، بر پایهٔ بخشِ آغازینِ فصل اول بدین معناست:

کسی که از تیزهوشی، هیپنوتیزم یا تلقین‌های ذهنی بهره می‌برد. یک استادِ کنترل کنندهٔ افکار و رفتارها.
این مجموعه در فصل هفتم  به اتمام رسید .

## موضوع و تم
علاوه بر قسمت‌های جدای از هم سریال که هر یک جریان مختص به خود را داراست سریال حول تعقیب قاتل زنجیره‌ای جان قرمزی (Red John) جریان دارد بدین سبب که جین در یک شو تلویزیونی او را مورد تمسخر قرار داده و جان قرمزی در پاسخ همسر و دختر جین را به قتل می‌رساند و موجبات افروخته شدن شعله انتقام در جین و دست شستن از سایکی را فراهم می‌آورد.

جدا از تمهای جنایی و پلیسی که همیشه کلیشه گونگی خود را با تعقیب و گریز ادامه می‌دهند این سریال با درهم آمیزی جریاناتی رمزگونه برای به دام انداختن مجرمین توسط تله‌های استادانه جین بیننده را در خود غرق می‌کند او را تشنه هر حیله اش می‌کند.

## جان قرمزی
جان قرمزی رد جان، شخصیت خیالی و ضدقهرمانِ داستانِ منتالیست و یک آدم‌کُشِ زنجیره‌ای است. در بخش‌های آغازینِ داستان، روایت می‌شود که جان قرمزی، همسر و دخترِ پتریک جِین را برای ادب کردن و زجر دادنِ وی کشته‌است و جِین به همین دلیل بدنبالِ یافتنِ وی است.او بعد از هر قتلش شکلکی خونی و خندان میکشد که نماد مخصوص خودش است.